# Uwe Karpa

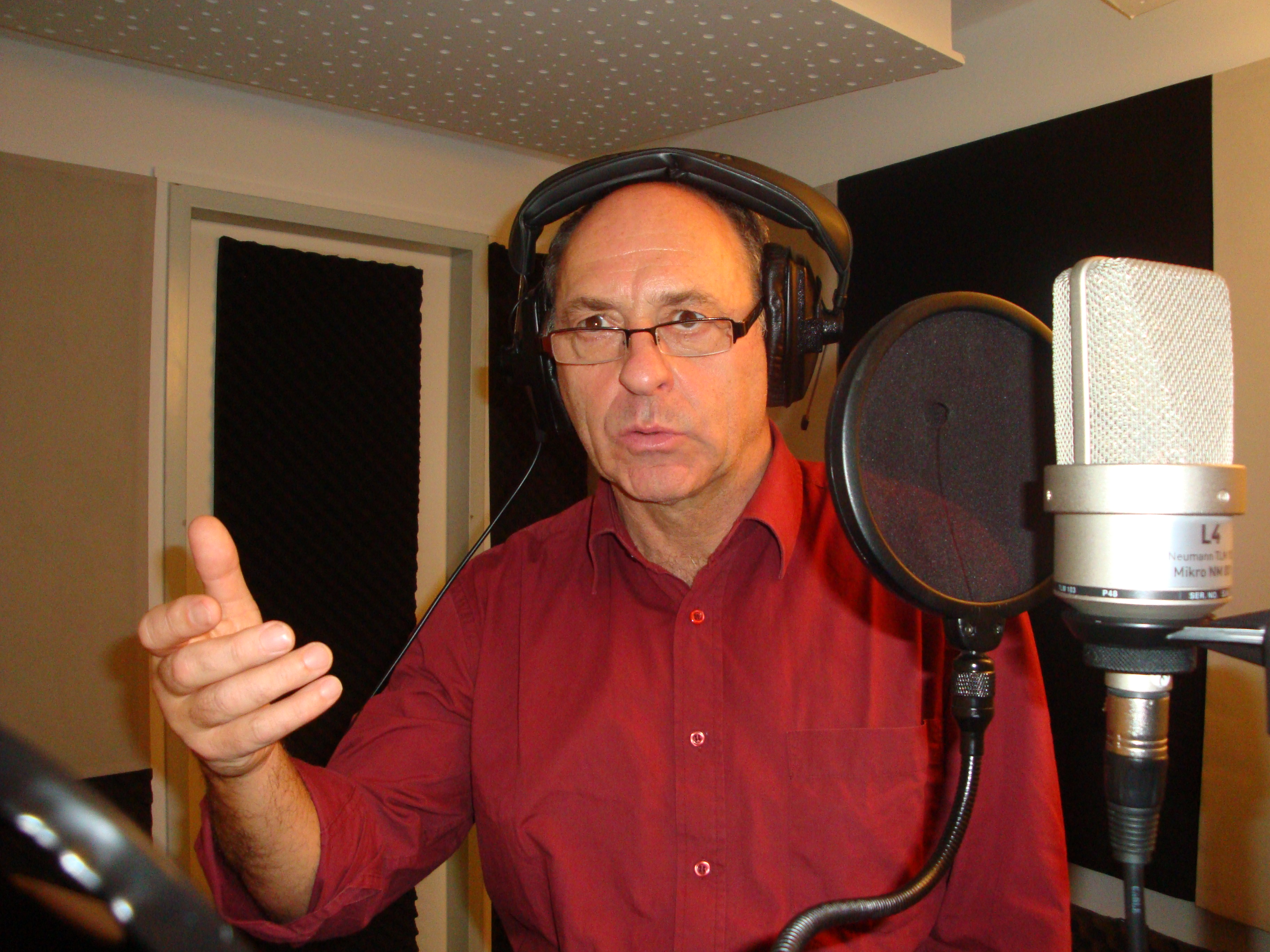
Uwe Karpa während Synchronarbeiten zum Film Der Gründer (2009)

Uwe Karpa (* 18. September 1945 in Berlin) ist ein deutscher Schauspieler, Kabarettist und Synchronsprecher.

## Leben
Uwe Karpa spielt seit 1965 Theater-, Film- und Fernsehrollen. Karpa erhielt seine Schauspielausbildung in Karl-Marx-Stadt. Theaterengagements führten ihn unter anderem zum Theater am Kurfürstendamm, an die Comödie Dresden, das Volkstheater Rostock und zu den Karl-May-Spielen Bad Segeberg. Im Fernsehen wurde er besonders bekannt als Moderator der beliebten Kindersendung GIX-GAX (DDR-Fernsehen) und in der Rolle des Oberpflegers Brenneke in der Serie alphateam – Die Lebensretter im OP. Im Kino gab er 1965 sein Debüt in Berlin um die Ecke, spielte unter anderem 2007 in Der Baader-Meinhof-Komplex die Rolle des Polizeichefs Schweden.
Karpa steht des Öfteren für Regisseur Eric Hordes vor der Kamera. So in den Filmen Der Gründer und Goblin – Das ist echt Troll und in der Serie Patchwork Gangsta.
Karpas Tochter ist die Schauspielerin Marie Rönnebeck.

## Filmografie (Auswahl)
- 1965: Denk bloß nicht, ich heule

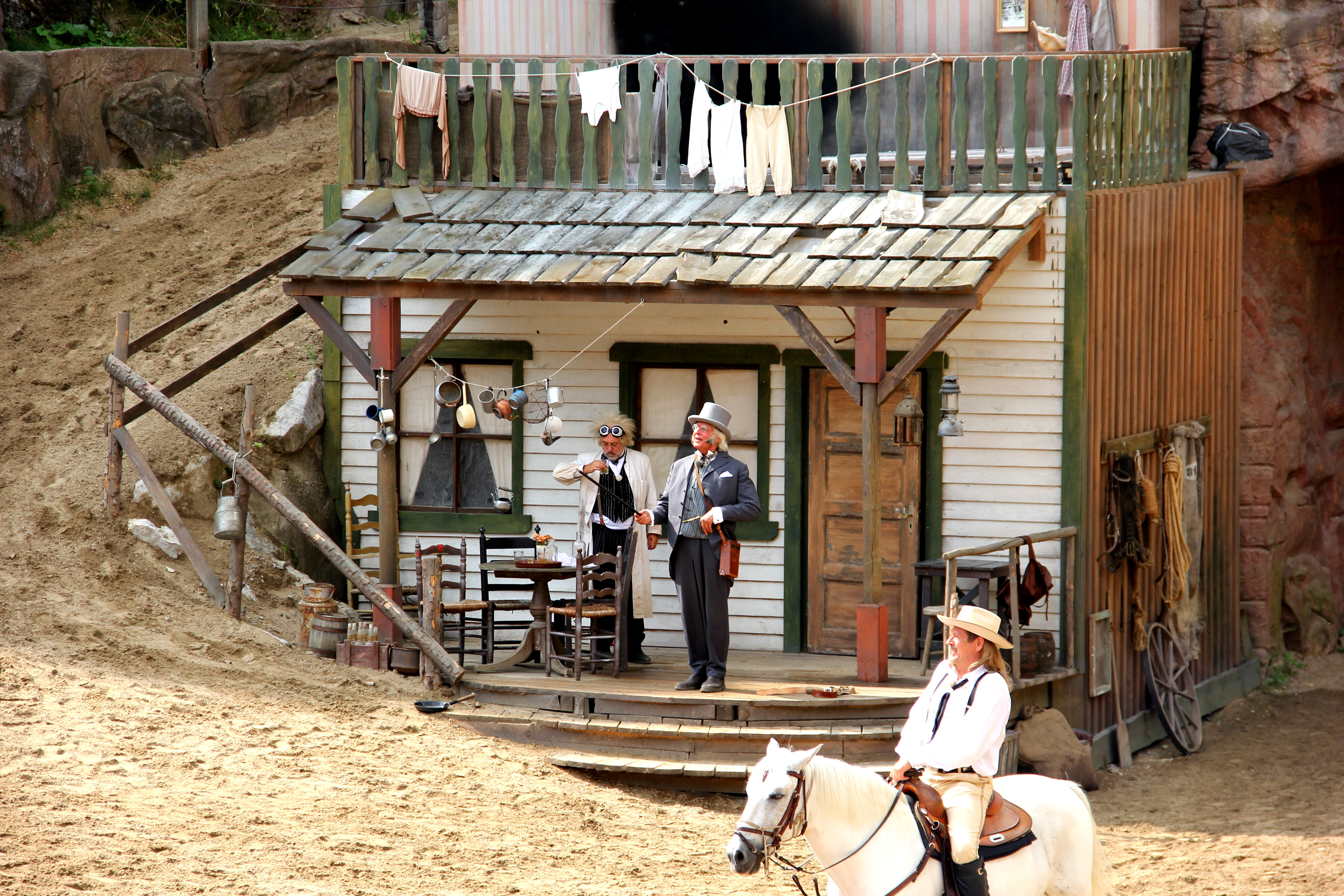
Karpa (links) mit Harald Wieczorek und Joshy Peters (rechts) bei den Karl-May-Spielen in Bad Segeberg 2014

- 1971: Rottenknechte (fünfteiliger Fernsehfilm)
- 1973: Die sieben Affären der Doña Juanita (vierteiliger Fernsehfilm)
- 1975: Looping
- 1979: Addio, piccola mia
- 1980: Archiv des Todes (Fernsehserie)
- 1980: Januar (Theateraufzeichnung)
- 1987: Sansibar oder Der letzte Grund (Fernsehfilm)
- 1988: Einer trage des anderen Last …
- 1988: Polizeiruf 110: Der Kreuzworträtselfall (Fernsehreihe)
- 1989: Rita von Falkenhain (Fernsehserie)
- 1990: Polizeiruf 110: Zahltag (Fernsehreihe)
- 1990: Die letzte Nacht zum Fürchten (Fernsehfilm)
- 1990: Polizeiruf 110: Das Duell (Fernsehreihe)
- 1991: Polizeiruf 110: Der Fall Preibisch (Fernsehreihe)
- 1993: Wolffs Revier: Roulette (Fernsehserie)
- 1995: Das Versprechen
- 1997–2006: Alphateam – Die Lebensretter im OP (Fernsehserie, 261 Episoden)
- 2004: Für immer Edelweiß (Fernsehfilm)
- 2005: Nachtasyl (Fernsehfilm)
- 2007: Der Baader Meinhof Komplex
- 2008: Vier Tage Toskana (Fernsehfilm)
- 2009: Fröhliche Weihnachten
- 2009: Trau’ niemals Deinem Chef (Fernsehfilm)
- 2012: Der Gründer
- 2016: Peter Friedman als Hank in The Path
- 2019: Patchwork Gangsta
- 2019: Goblin – Das ist echt Troll
- 2019: SOKO Potsdam: Ermittlungen im Dreivierteltakt (Fernsehserie)
- 2021: Die Drei von der Müllabfuhr – Operation Miethai (Fernsehreihe)
- 2021: Bettys Diagnose: … und du bist raus! (Fernsehserie)

## Hörspiele
- 1972: Wilhelm Hauff: Mutabor (Ali) – Regie: Theodor Popp (Kinderhörspiel – Rundfunk der DDR)
- 1974: Hans Siebe: Die roten Schuhe (Wolfgang) – Regie: Barbara Plensat (Kriminalhörspiel – Rundfunk der DDR)
- 1987: Hans Bräunlich: Befehl vor Dienstantritt (Conny) – Regie: Fritz Göhler (Hörspiel – Rundfunk der DDR)